# Cum nimis absurdum
Cum nimis absurdum est une bulle pontificale, rédigée par le pape Paul IV et nommée d'après ses premiers mots (incipit) : « Comme il est absurde et totalement inopportun que les juifs, qui, en raison de leur propre faute, ont été condamnés par Dieu à un esclavage perpétuel […] ». Elle est datée du 14 juillet 1555.

## Historique
La bulle impose des restrictions religieuses et économiques aux Juifs dans les États pontificaux. Elle réactualise les lois anti-juives et impose aux Juifs divers opprobres et restrictions à leur liberté personnelle.

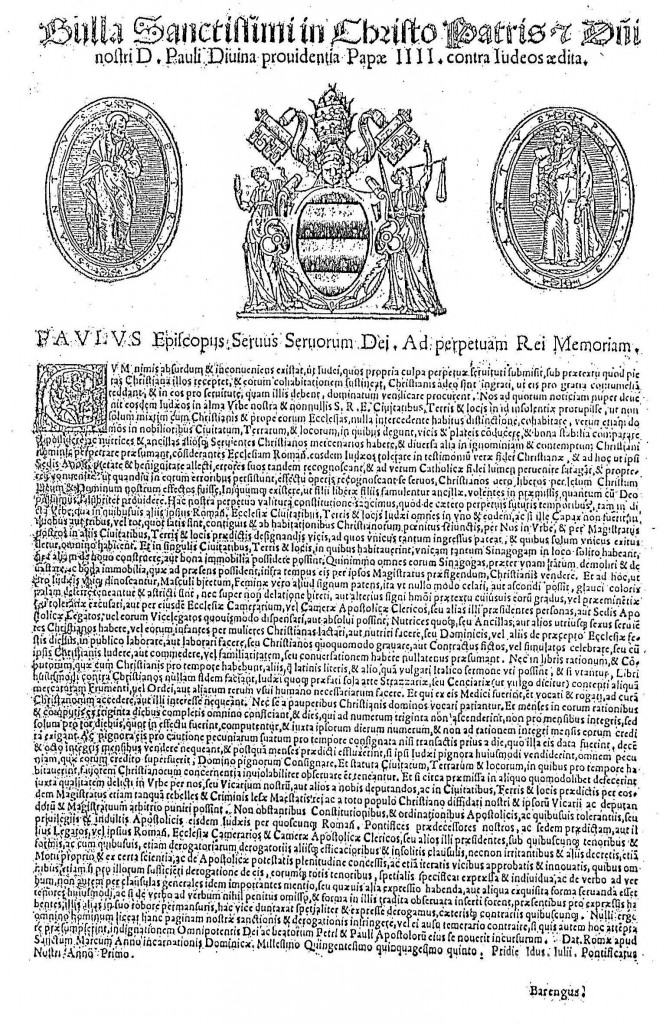
La bulle papale.

Sous cette législation, les hommes juifs sont obligés de porter un chapeau jaune à pointe et les femmes juives un foulard jaune. Les Juifs ont l'interdiction de posséder des biens immobiliers ou de pratiquer la médecine auprès de chrétiens. L'interdiction de guérir des chrétiens a été confirmée par le pape Grégoire XIII dans sa bulle Alias piæ memoriæ de l'année 1581 où Grégoire XIII recommande l'application de cette interdiction non seulement dans les États pontificaux mais aussi sur toutes les terres [chrétiennes] (en latin : « non solum in terris, et dominiis Sanctæ Romanæ Ecclesiæ subjectis, sed etiam ubique locorum »). La bulle crée aussi le ghetto de Rome, où les Juifs qui vivaient librement à Rome depuis l'Antiquité sont isolés dans un quartier entouré de murs, avec trois portes fermées à clef la nuit. Les Juifs sont aussi limités à une seule synagogue par ville.
Le successeur de Paul IV, le pape Pie IV, impose la création de ghettos dans la plupart des villes italiennes, et son successeur, le pape Pie V, interdit la présence des Juifs dans ses domaines en dehors de Rome et Ancone et le recommande aux autres États voisins (dans sa bulle Hebræorum gens).
Cette bulle papale restera en vigueur en Italie jusqu'à la prise de Rome en septembre 1870 et le décret de la fin des États pontificaux.

## Traduction enfrançais
« Comme il est absurde et totalement inopportun de se trouver dans une situation, où la piété chrétienne permet aux juifs, qui en raison de leur propre faute, ont été condamnés par Dieu à un esclavage perpétuel, d'avoir accès à notre société et même de vivre parmi nous ; en vérité, ils sont sans gratitude envers les chrétiens, car, au lieu de nous remercier pour le traitement bienveillant, ils nous retournent des invectives et parmi eux, au lieu de l'esclavage, qu'ils méritent, ils s'arrangent pour clamer leur supériorité : nous, qui récemment avons appris que ces Juifs ont envahi Rome à partir de plusieurs États pontificaux, territoires et domaines, dans la mesure qu'ils se mélangent avec les chrétiens, même ceux près de leurs églises, et ne portent aucun habit permettant de les identifier, et aussi qu'ils résident dans des maisons, même dans les plus nobles résidences des États, territoires et domaines, dans lesquels ils s'attardent, conduisant leurs affaires à partir de leurs maisons et dans la rue et négociant des biens immobiliers ; ils ont même des nourrices et des servantes chrétiennes qu'ils emploient. Et ils se permettent d'oser perpétrer une grande variété de choses déshonorables, méprisant pour le saint nom chrétien. Considérant que l'Église de Rome tolère ces juifs, preuve de la véritable foi chrétienne, et qu'à cette fin, [nous déclarons] : que, gagnés par la piété et la bonté du Saint-Siège, ils reconnaîtront à la fin leur égarement, et qu'ils ne devraient pas perdre de temps pour voir la véritable lumière de la foi catholique, et qu'ils acceptent pendant qu'ils persistent dans leurs erreurs, et qu'ils réalisent qu'ils sont des esclaves en raison de leurs actes, alors que les chrétiens ont été libérés grâce à notre Seigneur Dieu Jésus Christ, et qu'il est injustifié pour cela que les fils de femmes libres servent les fils d'esclaves. [En conséquence,]
1. Désirant tout d'abord, autant que nous le pouvons, avec [l'aide de] Dieu, fournir de façon avantageuse, par ce décret qui sera appliqué pour toujours, nous ordonnons que pour le reste des temps, dans la Ville [de Rome], ainsi que dans tous les autres États, territoires et domaines de l'Église de Rome, tous les juifs devront habiter dans un seul quartier, qui ne possèdera qu'une seule entrée, et qu'une seule sortie, et que s'il n'y a pas assez de places [dans ce quartier, alors], dans deux ou trois ou le nombre nécessaire ; dans tous les cas, ils devront résider entièrement entre eux dans des rues désignées et être foncièrement séparés des résidences des chrétiens, [ceci doit être appliqué] par notre autorité dans la Ville et par celle de nos représentants dans les autres États, terres et domaines mentionnés précédemment.
2. De plus, dans tous les États, territoires, domaines dans lesquels ils vivent, ils n'auront qu'une seule synagogue, à l'emplacement habituel, et ils n'en construiront pas de nouvelles, ni ne possèderont leurs propres bâtiments. De plus, toutes leurs synagogues, autres que celle autorisée, devront être détruites et démolies. Et les propriétés qu'ils possèdent actuellement devront être vendues à des chrétiens dans un délai à déterminer par les magistrats eux-mêmes.
3. En plus, concernant la question que les juifs doivent être reconnaissables partout : [à cette fin] les hommes devront porter un chapeau, les femmes, quelque signe évident, de couleur jaune, qui ne devra pas être caché ou recouvert d'aucune façon, et devra être fermement apposé [cousu] ; et de plus, ils ne pourront être absous ou excusés de leur obligation de porter le chapeau ou tout autre emblème de ce genre en aucune occasion et sous aucun prétexte, quel que soit leur rang ou importance ou leur capacité à tolérer [cette] adversité, que ce soit par un chambellan de l'Église, des ecclésiastiques d'une Chambre Apostolique, ou leurs supérieurs, ou par des légats du Saint-Siège, ou leur subordonnés immédiats.
4. Aussi, ils ne pourront pas avoir de nourrices ou de servantes ou tout autre domestique chrétiens, ni utiliser des femmes chrétiennes pour allaiter ou nourrir leurs enfants.
5. Ils ne devront pas travailler ni donner à travailler le dimanche ni tout autre jour férié déclaré par l'Église.
6. Ils ne devront pas non plus incriminer des chrétiens d'aucune façon, ni répandre des conventions fausses ou falsifiées.
7. Et ils ne devront d'aucune façon jouer, manger ni fraterniser avec des chrétiens.
8. Et ils ne pourront pas utiliser de termes autres que latins ou italiens dans les livres de comptes qu'ils tiennent avec des chrétiens, et, s'ils devaient utiliser de tels mots, ces tels accords ne seront pas opposables à des chrétiens [en cas de procédure judiciaire].
9. De plus, ces juifs devront se limiter au commerce des vieux chiffons, ou cencinariæ (comme on dit en vernaculaire), et ne pourront pas faire du commerce de grains, d'orge ou d'autres denrées essentielles au bien-être humain.
10. Et ceux parmi eux qui sont médecins, même si appelés et sommés, ne pourront assister ni prendre part aux soins de chrétiens.
11. Et ils ne devront pas être considérés comme des supérieurs, [même] par des pauvres chrétiens.
12. Et ils devront fermer complètement leurs comptes [de prêt] tous les trente jours ; si moins de trente jours s'est écoulé, ils ne devront pas compter comme un mois entier, mais seulement pour le nombre exact de jours, et en plus, ils termineront le calcul suivant ce nombre de jours et non suivant le mois entier. En plus, ils ont l'interdiction de vendre [les marchandises mises] en gage, mises en couverture pour leur argent, à moins que [ces marchandises aient été] mises dix-huit mois pleins avant le jour où ce [gage] soit perdu ; à l'expiration du nombre de mois ci-dessus mentionné, si les juifs ont vendu un dépôt de garantie de ce type, ils devront restituer tout l'argent en excès du principal du prêt au propriétaire du gage.
13. Et les statuts des États, territoires et domaines (dans lesquels ils ont vécu pendant une certaine période) concernant la primauté des chrétiens, devront être mis en conformité et suivis sans exception.
14. Et, s'ils devaient, de n'importe quelle façon, ne pas se soumettre à ce qui précède, cela devra être traité comme un crime : à Rome, par nous ou par notre clergé, ou par quiconque autorisé par nous, et dans les États, territoires et domaines susmentionnés, par leurs magistrats respectifs, exactement comme s'ils étaient des rebelles ou des criminels selon la juridiction où le délit a été commis ; ils seront accusés par tout le peuple chrétien, par nous et par notre clergé, et pourront être punis à la discrétion des autorités et juges appropriés.
15. [Ceci prendra effet] indépendamment des décrets et règles apostoliques opposés, et sans tenir compte d'aucune tolérance ou droits spéciaux et dispenses pour ces juifs, [conférés] par n'importe quel Pontife Romain avant nous et le Saint-Siège précédemment mentionné, ou par leurs légats, ou par les chambres de l'Église Romaine et le clergé des Chambres Apostoliques, ou par d'autres de leurs agents, indépendamment de la forme et de l'importance de ces dérogations, que celles-ci aient été répétées ou jointes à d'autres sous-clauses, ratures ou autres décrets légalement valides, même [celles qui sont] motu proprio et de validité certaine et qui ont été approuvées et renouvelées de façon répétitive.

Décrété à San Marco de Rome, en l'année mille cinq cent cinquante-cinq de l'Incarnation du Seigneur, un jour avant les ides de juillet, dans la première année de notre Papauté.
14 juillet 1555 »
[réf. souhaitée]